# Bàng hôi

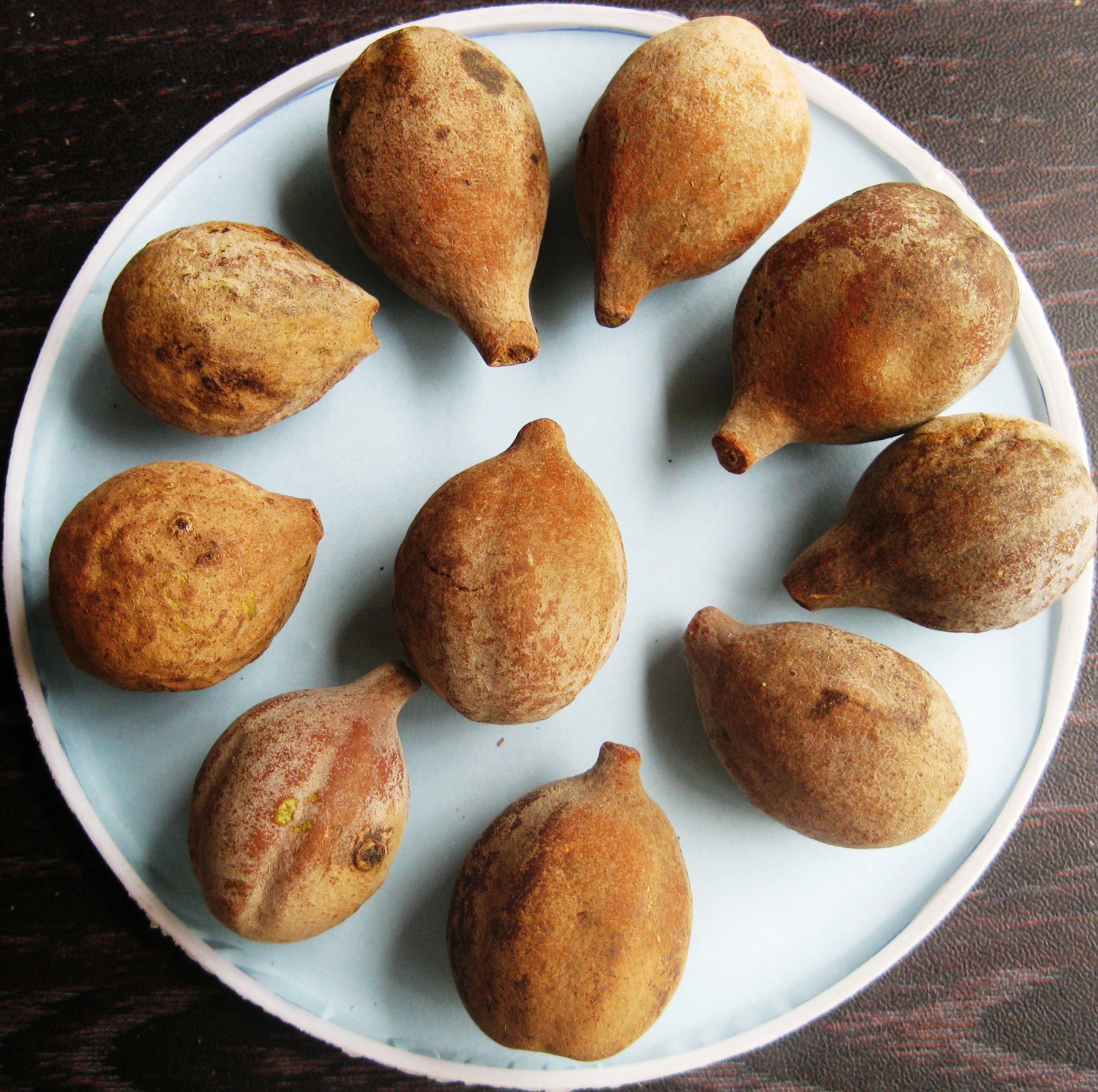
Trái cây bàng hôi

Bàng hôi hay bàng mốc, choại, nhứt, mung trằng, bông dêu (danh pháp: Terminalia bellirica) là một loài thực vật có hoa trong họ Trâm bầu. Loài này được (Gaertn.) Roxb. mô tả khoa học đầu tiên năm 1805.

## Hình ảnh

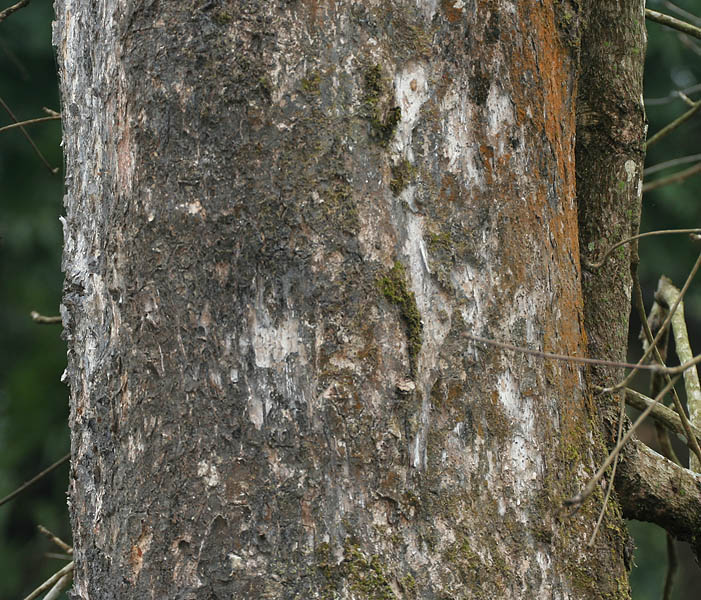
Bàng hôi ở quận Jalpaiguri, bang Tây Bengal, Ấn Độ.
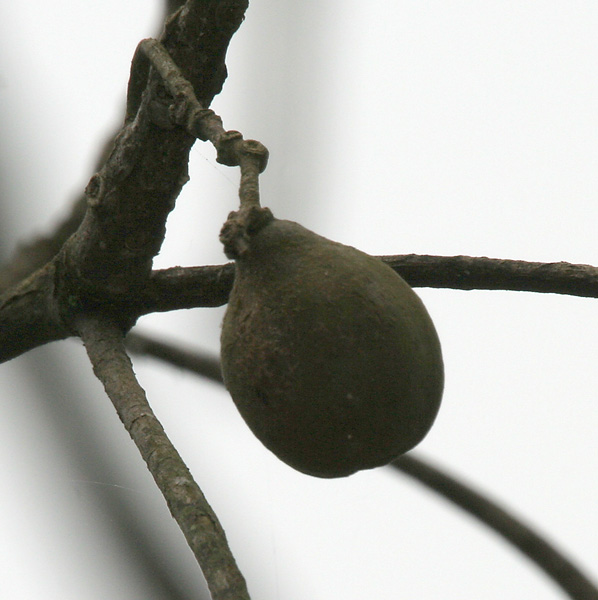
Quả bàng hôi ở quận Jalpaiguri, bang Tây Bengal, Ấn Độ.
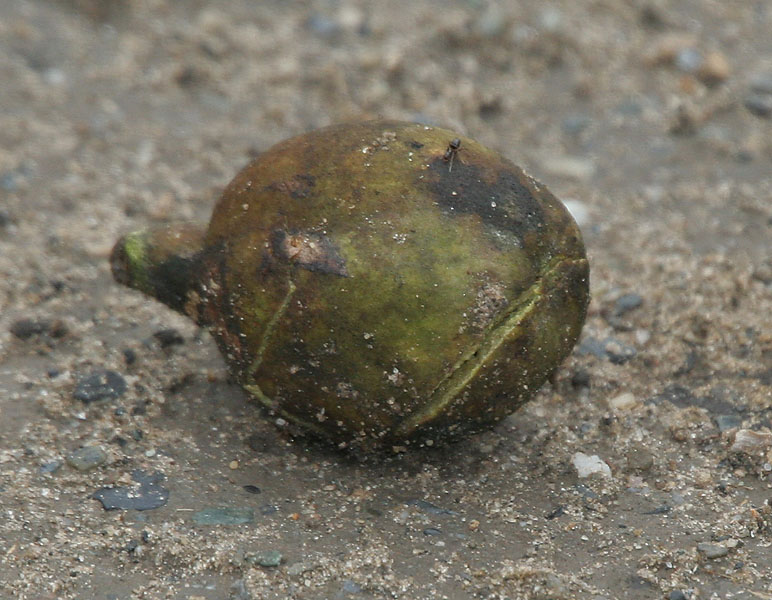
Quả bàng hôi ở quận Jalpaiguri, bang Tây Bengal, Ấn Độ.